# Cantonul Montluçon-Sud
Cantonul Montluçon-Sud este un canton din arondismentul Montluçon, departamentul Allier, regiunea Auvergne, Franța.

## Comune
- Lavault-Sainte-Anne
- Lignerolles
- Montluçon (parțial, reședință)
- Néris-les-Bains
- Teillet-Argenty